# Inception
Inception è un film del 2010 scritto e diretto da Christopher Nolan.
Il film, un thriller fantascientifico che esplora il concetto onirico, ha un cast composto da Leonardo DiCaprio, Tom Hardy, Ken Watanabe, Joseph Gordon-Levitt, Ellen Page, Marion Cotillard e Cillian Murphy.
Acclamato dalla critica e dal pubblico, la pellicola ha ottenuto diversi riconoscimenti, tra cui 4 premi Oscar: miglior fotografia, miglior sonoro, miglior montaggio sonoro e migliori effetti speciali; è stato inoltre candidato al miglior film, migliore sceneggiatura originale, migliore scenografia e migliore colonna sonora.

## Trama
Dominic "Dom" Cobb è un "estrattore", un professionista che si occupa di estrarre segreti dalle menti delle persone mentre queste dormono, infiltrandosi nei loro sogni tramite uno speciale apparecchio che permette a un gruppo di partecipare a un "sogno condiviso". Nel presente, insieme al suo socio Arthur, cerca di entrare nella mente di Mr. Saito, un potente uomo d'affari giapponese, per eseguire un'estrazione: l'operazione fallisce a causa dell'interferenza della proiezione onirica di Mal, defunta moglie di Cobb.
Saito svela che il lavoro era solo una prova dell'abilità di Cobb, in grado di progettare un sogno dentro un sogno pur di ottenere il risultato. L'uomo gli chiede pertanto un "innesto", operazione inversa all'estrazione, in cambio della libertà di tornare negli Stati Uniti, da cui Cobb è dovuto fuggire per delle ingiuste accuse, e rivedere i suoi due figli. La richiesta di Saito è far innestare nel miliardario Robert Fischer l'idea di sciogliere l'impero economico del padre morente Maurice.
Cobb recluta quindi una squadra: l'amico pragmatico Arthur; il falsario Eames, in grado di cambiare aspetto all'interno dei sogni con cui già aveva collaborato in passato; Arianna, brillante studentessa di architettura che costruirà gli ambienti dei sogni; Yusuf, chimico anestesista con il compito di rendere il sogno imperturbabile agli agenti esterni. Alla squadra si aggiunge Mr. Saito stesso, che vuole controllare l'andamento delle operazioni.
Il colpo viene progettato come un sogno a scatole cinesi: all'interno di un primo livello di sogno, i partecipanti si addormenteranno una seconda volta, trovandosi in un secondo livello (un "sogno dentro un sogno"), e poi ancora una volta, a un terzo livello, in cui avrà luogo l'innesto. A ogni passaggio inseriranno dei ricordi fittizi nella mente del giovane Robert, così che alla fine le "memorie fittizie" possano fargli prendere la decisione che il gruppo desidera. Ogni livello corrisponde al sogno di uno dei membri della squadra, che avrà il compito di restare "sveglio" per sorvegliare i compagni dormienti e, al termine dell'operazione, dare loro il calcio, una brusca sensazione di caduta tale da farli svegliare e tornare a quel livello. Siccome però nei sogni il tempo scorre molto più lentamente del normale e la scala è esponenziale mano a mano che si va in profondità (1/20 della realtà nel primo, 1/400 nel secondo e 1/8000 nel terzo), è necessario coordinarsi usando una canzone che verrà udita indipendentemente dalla posizione onirica. Così facendo tutti i sorveglianti potranno dare il calcio contemporaneamente, evitando che qualcuno rimanga indietro. Per mantenere la lucidità e capire se si è in un sogno o nella realtà, Cobb, Arthur e Arianna hanno un totem, un piccolo oggetto dalle proprietà uniche note solo al possessore.
Notando che Cobb passa molto tempo a provare l'anestetico di Yusuf, Arianna decide di entrare nel suo sogno scoprendo che Cobb vi si rifugia per passare molto tempo con Mal. Arianna cerca di metterlo in guardia dal continuare a farsi perseguitare dal ricordo della moglie e, per assicurarsi che ella non interferisca nell'innesto, costringe Cobb a farsi accompagnare.
Alla morte di Maurice, la missione ha inizio. Durante un volo diretto a Los Angeles per il suo funerale, Robert Fischer viene anestetizzato con uno stratagemma e si ritrova nel sogno di Yusuf (avviato dall'hostess di volo), in una popolosa città americana sotto un violento acquazzone. Qui la squadra rapisce Fischer, ma subisce l'attacco delle squadre speciali del suo subconscio, addestrato con particolari tecniche proprio per contrastare eventuali estrattori, e Saito viene gravemente ferito.
Il gruppo si rifugia in un capannone dove Eames, vedendo Saito agonizzare, estrae la pistola per ucciderlo e quindi svegliarlo. Cobb lo ferma bruscamente, spiegando a tutti i membri che l'anestetico di Yusuf (l'unico oltre a lui al corrente di ciò) non permetteva ai sognatori di uscire dal sogno morendo, ma solo tramite il calcio: morire nel sogno sarebbe invece equivalso a finire in uno spazio onirico detto Limbo, una specie di stato comatoso dove poche ore sarebbero durate decenni. Viene inoltre spiegato che il Limbo potrebbe essere popolato dai ricordi di una persona che sta condividendo il sogno e che abbia già sperimentato quel livello estremo di sogno, come Cobb.
Cobb e Arthur, mascherati, cercano di farsi dire da Fischer la combinazione di una cassaforte presente nella camera del padre, in realtà inesistente, ma solo un utile concetto da impiantare nella mente del soggetto: c'è qualcosa da qualche parte. Eames assume le sembianze di Peter Browning, padrino di Robert Fischer e braccio destro del padre, per fingersi rapito e comunicare al giovane miliardario che nella cassaforte vi è un testamento che scioglierebbe le società che compongono la Fischer-Marrow.
Nel frattempo, Cobb racconta ad Arianna il motivo per il quale non può più tornare a casa: in passato ha sperimentato i sogni su più livelli con la moglie Mal, vivendo nel mondo onirico da loro creato per cinquant'anni, grazie alla dilatazione del tempo. Mal aveva quindi perso il senso della realtà, finendo per suicidarsi gettandosi dalla finestra di una stanza d'albergo, credendo di tormare così alla realtà. Cobb venne incolpato di omicidio e fu costretto a fuggire dagli Stati Uniti, abbandonando i figli. Da allora Mal compare in ogni sogno di Cobb, interferendo talvolta con le operazioni.
Il gruppo fugge dalle squadre di difesa del subconscio di Fischer in un furgoncino guidato da Yusuf, che si occupa di anestetizzare tutti gli altri e farli scendere così nel secondo livello del sogno, stavolta residente nella mente di Arthur.
L'ambiente del secondo livello è un albergo dove Cobb finge di essere "Mr. Charles", un agente speciale che rivela a Fischer stesso di essere in un sogno: grazie proprio agli scossoni del furgoncino di Yusuf che influiscono sulla fisica dell'albergo, Fischer capisce che sta succedendo qualcosa di visibilmente irreale e pensa a un tentativo di estrazione, fidandosi. Cobb cerca di far ricordare a Fischer che cos'era accaduto prima di quel sogno e il miliardario ricorda alcuni dettagli del primo livello: il rapimento e i primi due numeri inventati. I numeri coincidono con una stanza dell'hotel, all'interno della quale Cobb e Fischer, assieme ad Arthur e Arianna trovano una valigia onirica: grazie a questo trucco, Fischer si convince di essere in un sogno di primo livello e che l'estrattore voleva portarlo ad un secondo livello per rubargli la combinazione. In quel momento irrompe anche la proiezione di Browning nella stanza, convincendo Fischer della sua colpevolezza: anche Browning era stato rapito nel capannone. A quel punto la proiezione del padrino confessa che avrebbe voluto prendere il testamento. Cobb convince il miliardario ad entrare nella testa di Browning per capire la verità: il gruppo si addormenta nuovamente, entrando nel sogno di Eames con Arthur impegnato a sorvegliare il gruppo dagli agenti dell'albergo.
Il terzo livello è ambientato in montagna, con l'obiettivo di entrare in un ospedale-bunker: Saito vi accompagna Fischer all'interno ma, complice la ferita subita al primo livello, muore, mentre Fischer viene ucciso da Mal e precipita nel Limbo.
Cobb e Arianna decidono allora di raggiungere Fischer in questo quarto livello di sogno, influenzato dalla mente instabile di Cobb e dagli accadimenti di tutti i sovra-livelli: i due sanno che Fischer si troverà sicuramente insieme a Mal, la quale rivela dove ha segregato il miliardario con la promessa che Cobb rimanga lì. Finalmente Cobb rivela la verità tenuta nascosta fino ad allora: la donna non voleva svegliarsi dai sogni, così le innestò l'idea che quella vita non fosse reale scambiando la sua trottola con una che gira all'infinito, un'idea tanto forte da spingerla al suicidio anche tornata alla realtà. Mal aggredisce Cobb con un coltello ma Arianna le spara. Cobb decide di rimanere lì per ritrovare Saito, così da risvegliarlo e avere il premio che gli è stato promesso. Arianna getta Fischer e si lancia dal palazzo per avere il calcio, mentre Eames aziona il defibrillatore dal terzo livello. Cobb accetta finalmente di abbandonare il ricordo della defunta moglie.
Tornato vivo nel terzo livello, Fischer entra nella camera blindata, dove suo padre morente ha modo di chiarire che il disappunto era perché suo figlio si era sentito obbligato a essere come lui. Gli indica poi la cassaforte: all'interno c'è l'agognato testamento e una vecchia girandola da lui regalata al padre molti anni prima. Trova così la catarsi che cercava e la riappacificazione col padre.
I calci vengono attivati: al terzo livello Eames fa saltare i piloni del bunker montano; nel secondo Arthur fa saltare l'ascensore in cui aveva trascinato tutti gli addormentati; al primo livello il furgone di Yusuf tocca la superficie del fiume.
Tutti si risvegliano al primo livello del sogno ed escono dal furgone di Yusuf che sta lentamente affondando, tranne Saito, morto per la ferita del primo livello mentre si trovava nel terzo, e Cobb, entrambi bloccati nel Limbo. Fisher comunica a Eames (trasformato in Browining) di voler sciogliere l'azienda come superamento dalla figura del padre.
Nel Limbo, Cobb incontra Saito, visibilmente invecchiato, e gli ricorda la sua promessa: Saito si suicida, tornando repentinamente alla realtà, in aereo, poco prima dell'atterraggio e, con una semplice telefonata, onora il patto che aveva stretto con Cobb promettendogli di farlo rientrare con l'immunità negli Stati Uniti.
Cobb torna finalmente a casa sua accompagnato dal suocero e riabbraccia i figli. Con un ultimo gesto dà una spinta alla sua trottola-totem, che inizia a girare.

## Personaggi
Dominic "Dom" CobbL'estrattore, protagonista del film. È ricercato negli Stati Uniti per l'omicidio della moglie Mal, così è scappato e vive offrendo la sua abilità di estrattore nel mercato nero delle aziende: infiltrandosi nei sogni altrui, estrae i segreti degli avversari dei suoi committenti. Il suo totem è una trottola di metallo, che nei sogni gira all'infinito, mentre nella realtà si comporta come una trottola normale.
ArthurIl manovratore, braccio destro di Cobb, si occupa di realizzare concretamente il piano lavorando sui particolari. Gordon-Levitt pensa del suo personaggio che sia il più pratico tra tutti, l'unico in grado di fare in modo che tutto proceda secondo i piani. Secondo la sua personale interpretazione, Arthur adora il suo lavoro e non lo fa al solo scopo di ricevere un pagamento, considerandolo invece una vera e propria vocazione. Il suo totem è un dado truccato che, quando viene lanciato, restituisce sempre lo stesso risultato; nei sogni altrui, invece, restituisce risultati casuali.
AriannaL'architetto, una brillante studentessa assunta da Cobb per creare gli scenari nei quali i membri della squadra si muoveranno durante l'esperienza onirica: anche Cobb era un architetto, ma ha rinunciato a quella mansione per evitare le intrusioni di Mal. La ragazza rimane affascinata dal mestiere di architetto dei sogni, potendo dare sfogo alla sua fantasia nel creare mondi impossibili nella realtà. Il suo totem è un alfiere dorato, munito di una cavità, in modo che cada sempre dallo stesso lato; nei sogni altrui, invece, cade normalmente.
EamesIl falsario, ha una notevole confidenza con il mondo dei sogni e ha già collaborato con Cobb, di cui conosce molto bene le debolezze e le capacità. Eames è in grado di crearsi delle false identità durante il sogno, in modo che il soggetto possa confonderlo con qualcun altro.
YusufIl chimico, colui che permette alla squadra di Cobb di realizzare il delicato incarico realizzando un particolare sedativo in grado di fare cadere chi ne fa uso in uno stato di profonda incoscienza, permettendo di scendere in vari livelli del subconscio.
Mr. SaitoIl turista, un ricco imprenditore nipponico che ingaggia Cobb per far sciogliere la società di Fisher. Saito promette a Cobb la piena assoluzione dall'accusa di omicidio negli Stati Uniti grazie a potenti conoscenze. Di contro, Saito vuole far parte dell'operazione per verificarne l'andamento: per questo viene appellato turista da Eames.
Mal CobbL'ombra, moglie di Cobb, morta suicida. Il personaggio di Mal viene considerata come un'ombra, dato che la sua presenza è una proiezione del subconscio di Cobb. Il suo coinvolgimento però mette in seria difficoltà la riuscita dell'operazione.
Robert Michael FischerIl bersaglio, fulcro dell'intera operazione: la squadra di Cobb deve installare nella sua mente l'idea di scorporare l'impero finanziario del padre, giocando sull'insicurezza che l'erede dimostra di avere nei confronti della propria esistenza dopo la morte di Fischer senior.
MilesÈ il suocero e mentore di Cobb. Miles è un professore universitario che introduce il ragazzo nel mondo della condivisione onirica. Gli presenta Arianna, la studentessa più brillante della sua facoltà.
NashÈ il primo architetto che lavora con Cobb e Arthur. Viene poi smascherata la sua falsa lealtà nei loro confronti per ottenere il favore di Saito. Data la sua slealtà, Saito fa decidere a Cobb se ucciderlo o meno e, al rifiuto di questi, l'imprenditore decide di lasciarlo ai suoi uomini che lo getteranno dalla cima di un palazzo.

## Produzione

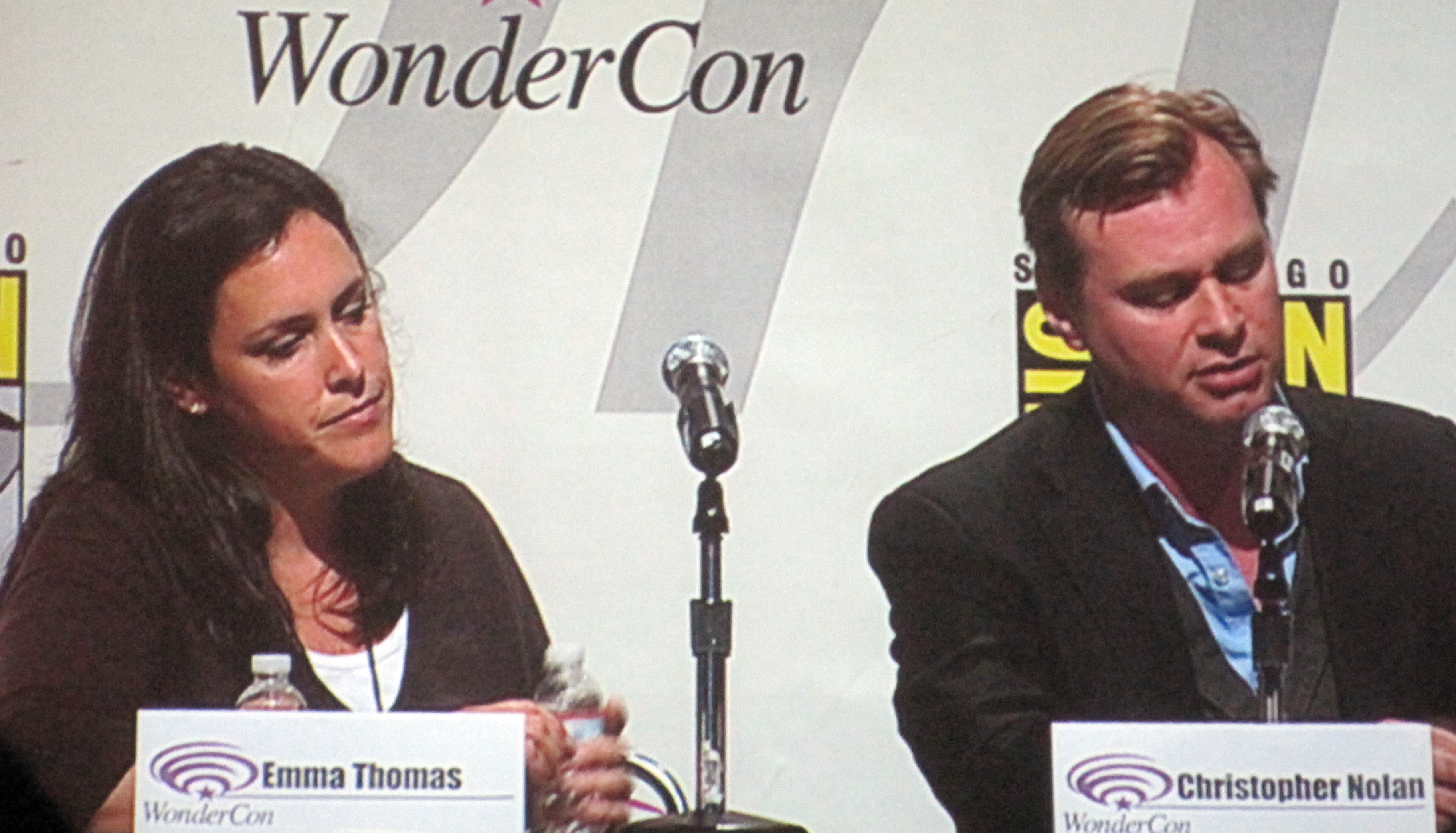
Christopher Nolan con la moglie e co-produttrice del film Emma Thomas al Comic-Con 2010

Lo spec script di Inception è stato acquistato nel febbraio del 2009 dalla Warner Bros., che ha avviato immediatamente la pre-produzione della pellicola. Per la realizzazione del film è stato stanziato un budget di 160 milioni di dollari.

### Regia
La produttrice Emma Thomas considerò fin dall'inizio il progetto del film molto originale, ambizioso e soprattutto complesso, realizzato e affidato però a un regista di grande talento abituato a realizzare pellicole con produzioni così importanti. Christopher Nolan considera la sua visione una dimensione privata, dato che ogni uomo ha dei propri sogni, ma sviluppa l'idea in un collettivo coinvolgimento in quanto ogni essere umano è capace, nei propri sogni, di creare un mondo dal niente nell'esatto momento in cui il sogno stesso si manifesta.

### Sceneggiatura
Nolan mantenne la trama del film nel mistero e durante il casting permise agli attori che voleva coinvolgere nel progetto di leggere la sceneggiatura nel suo ufficio o, quando questo era impossibile, consegnando una copia dello script ai loro agenti assicurandosi che durante la lettura non trapelasse nulla. Lo stesso trailer risultò criptico e, nonostante l'uscita pubblicitaria, l'enigma della storia non venne svelato fino all'uscita nelle sale. La realizzazione della sceneggiatura di Inception ha avuto inizio dieci anni prima della sua uscita cinematografica. L'idea di lavorare a un film che riguardasse i sogni ha cominciato a interessare Nolan nel periodo in cui lavorò a Memento (2000). Il regista accantonò il progetto quando la sceneggiatura era composta da circa ottanta pagine.

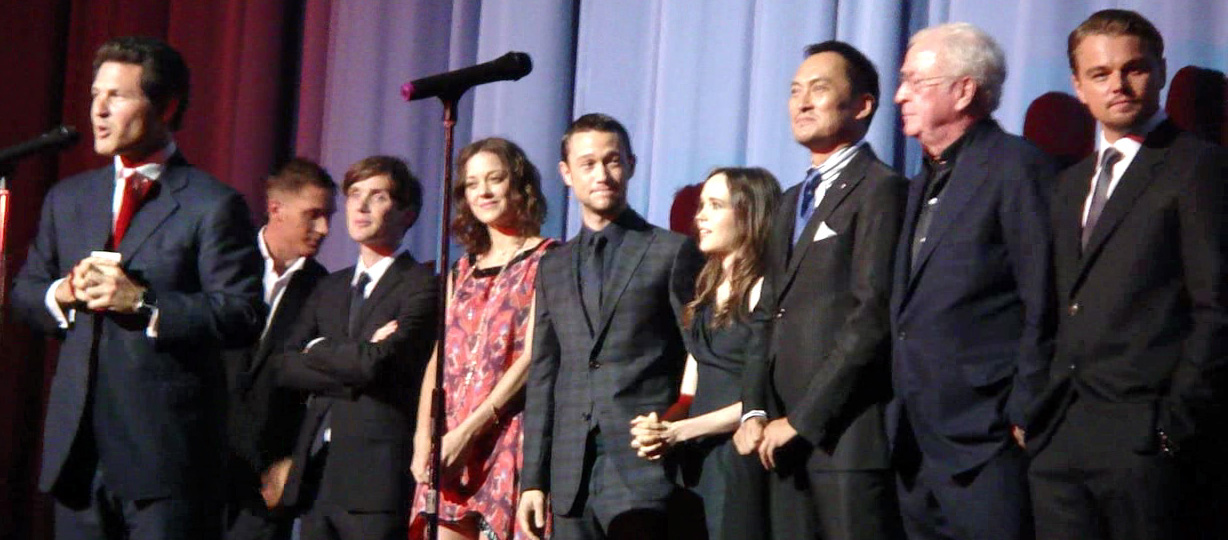
Il cast all'anteprima mondiale del film all'Odeon di Leicester Square, Londra (luglio 2010)

Successivamente si dedicò a Insomnia, film del 2002 che racconta la storia di un detective tormentato dall'insonnia la cui mente è distorta dalla deleteria mancanza di sonno. Il progetto di realizzare Inception venne di nuovo ripescato grazie ai consigli della moglie e co-produttrice Emma Thomas, ma di nuovo messo da parte dato che alcuni anni prima era uscito nelle sale cinematografiche Matrix (1999), la cui storia ricordava troppo le tematiche della sua sceneggiatura. Passato sufficiente tempo, Nolan cominciò a lavorare seriamente all'idea. Affascinato dal mondo onirico, studiò un modo per applicare il concetto di condivisione di un sogno e dal modo in cui l'essere umano sia capace di produrre emozioni molto forti durante tale stato. Inception si basa infatti sull'idea che nei sogni ogni percezione appare reale e che nel subconscio si possono nascondere e di conseguenza scoprire i segreti più nascosti. La vera essenza del film, secondo Nolan, è il fatto che «un'idea installata nella nostra mente possa rappresentare il parassita più resistente e potente e che l'idea che qualcuno possa avere la capacità di invadere i sogni, nel senso reale del termine, e di rubare idee, anche la più privata, è estremamente avvincente».

Emma Thomas considera la sceneggiatura paragonabile a un film d'azione che parla di un furto attuato, in questo caso, nella dimensione mentale ritenendo inoltre che lo spettatore sia portato ad affezionarsi ai vari protagonisti e al loro modo personale di immedesimarsi nella falsa realtà in cui vengono catapultati. Oltre alla trasposizione cinematografica, altra difficoltà che la produzione ha dovuto affrontare è il grande numero di paesi diversi in cui si sono effettuate le riprese.

La scala di Penrose, una delle illusioni ottiche presenti nel film

L'idea di attingere a vari paradossi architettonici è stata ispirata in parte dalle opere dell'artista olandese Maurits Cornelis Escher; tra le varie illusioni ottiche appare la scala di Penrose, immaginata e utilizzata dal personaggio di Joseph Gordon-Levitt. Inoltre, Nolan ha più volte affermato di essere in debito nei confronti di Jorge Luis Borges.

### Cast
Inception vede coinvolto un cast internazionale che comprende Leonardo DiCaprio, Marion Cotillard, Joseph Gordon-Levitt, Ellen Page, Tom Berenger e Dileep Rao. Questi interpreti sono alla loro prima collaborazione con Nolan mentre Ken Watanabe, Cillian Murphy e Michael Caine avevano precedentemente lavorato con il regista in Batman Begins del 2005 e gli ultimi due anche ne Il cavaliere oscuro del 2008, mentre Tom Hardy, Marion Cotillard e Joseph Gordon-Levitt ne Il cavaliere oscuro - Il ritorno del 2012.

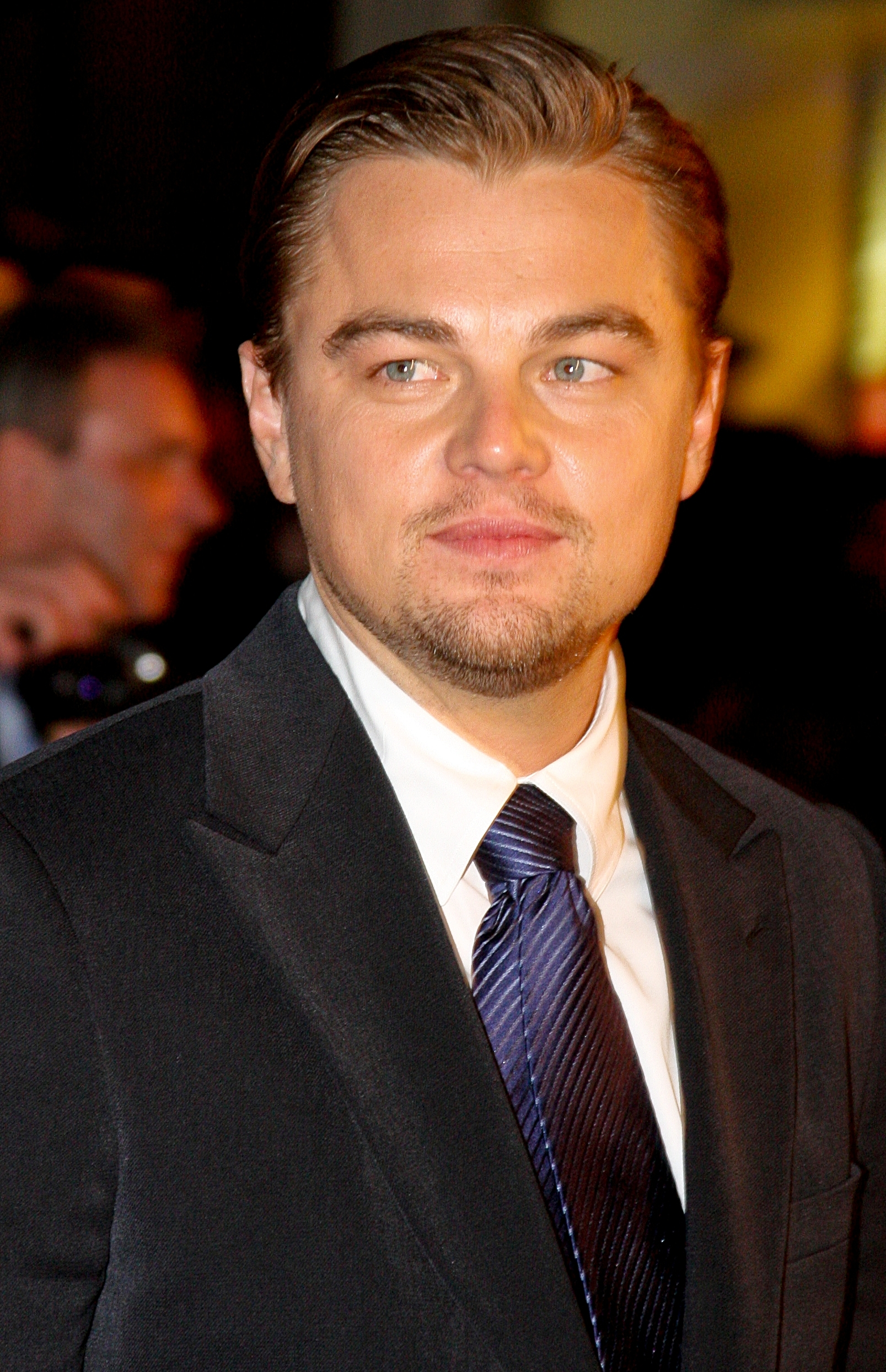
Leonardo DiCaprio nel 2008

- Leonardo DiCaprio è Dom Cobb: DiCaprio considera l'approccio di Cobb nella storia molto coinvolgente. Del suo personaggio dice: «Nonostante il surrealismo dello stato onirico, tutto doveva essere radicato nel personaggio; tutto doveva avere una forte carica emotiva. Dal punto di vista di Cobb, la posta in gioco è reale e influenza tutte le sue scelte, le sue reazioni e il modo di rapportarsi con le persone con cui lavora. Sono tutti mezzi per ottenere un fine: ritornare e riprendersi la sua vita[4]».
Nolan dichiara di aver lavorato con DiCaprio facendo in modo che l'attore si immedesimasse nel suo personaggio, considerando la sua recitazione in grado di aiutare il pubblico a non perdere il filo della storia e a renderla più comprensibile: «Leo ha dato un contributo enorme al film. Credo che sia uno degli attori più bravi in circolazione e la sua performance in questo film è veramente straordinaria»[4].

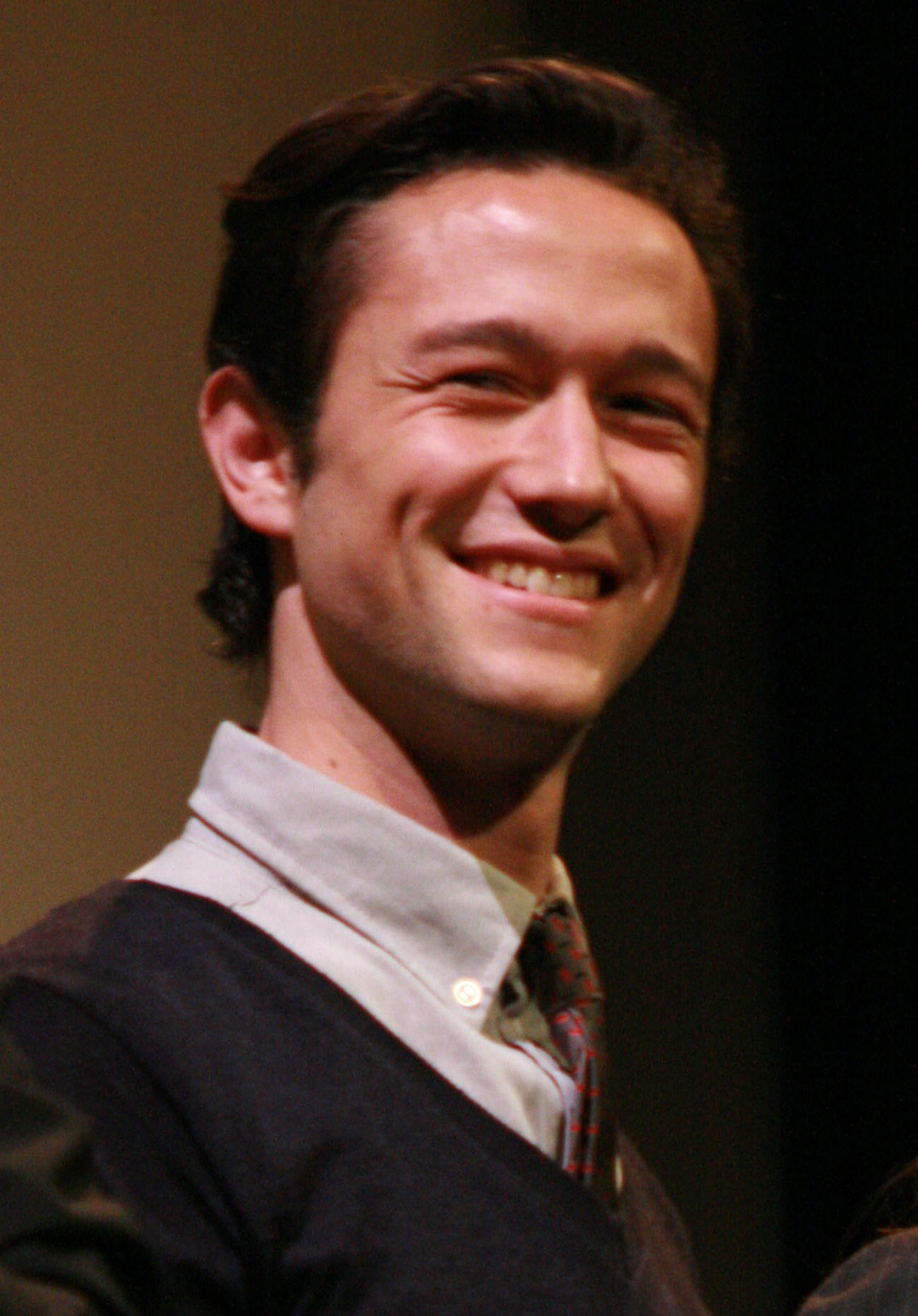
Joseph Gordon-Levitt nel 2009

- Joseph Gordon-Levitt è Arthur: l'attore ritrova nel suo personaggio una sorta di somiglianza, dato che in lui rivede alcune personali passioni come la creatività: «Recitare in un film che parlasse dei sogni mi ha affascinato. Immagino i personaggi del film come dei ladri gentiluomini e mi identifico con loro perché sono artisti o attori. Mentono per vivere, ma non mentono soltanto, fabbricano una verità. Creano la realtà e questo è quello che faccio anche io».
Il regista considera il giovane attore un interprete eccezionale, dotato di un notevole carisma e di una buona preparazione atletica, necessaria per le scene in cui Arthur viene coinvolto nella totale assenza di gravità.[4] Inoltre trova straordinario il modo in cui Gordon-Levitt riesce a dare al personaggio l'atteggiamento giusto grazie alla sua spiccata capacità comunicativa.
Il ruolo di Arthur era stato inizialmente offerto a James Franco, ma l'attore ha dovuto successivamente rifiutare l'ingaggio per evitare conflitti con altre produzioni[10].

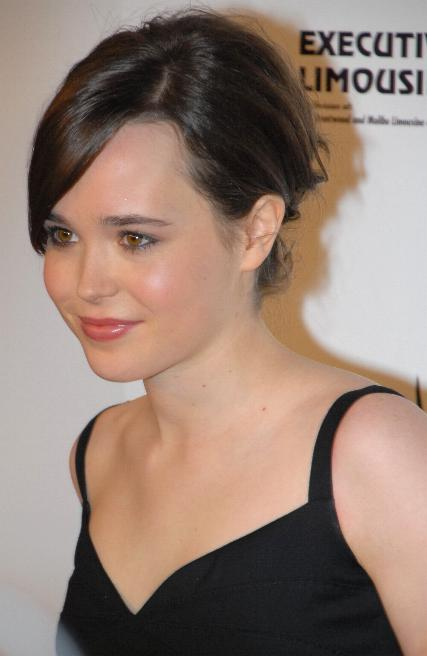
Ellen Page

- Ellen Page è Arianna: l'attrice canadese considera il personaggio di Arianna quello che si muove in modo più naturale in quei luoghi, capace insomma di pensare in maniera più ampia rispetto agli altri. Nonostante il suo coinvolgimento diventi sempre più profondo, si accorge però che Cobb non è in grado di tenere sotto controllo alcuni aspetti del lavoro e decide di aiutarlo a capire fin dove può spingersi.
Christopher Nolan considera il personaggio di Arianna quello in cui il pubblico può immedesimarsi con più facilità. Inoltre, trova estremamente importante che il personaggio di Cobb venga visto attraverso i suoi occhi evidenziando le sue debolezze e le sue paure in maniera più profonda. Il regista afferma che la scelta di Page è stata determinata dalla sua capacità di mostrare una maturità che va oltre il suo aspetto giovanile, cosa che l'accomuna proprio con il personaggio di Arianna. L'attrice, riguardo al suo personaggio, dichiara: «Ero veramente emozionata che Chris avesse scritto un ruolo così affascinante per una giovane donna intelligente che si sente a proprio agio con se stessa. Viene lanciata in un mondo e in una situazione completamente nuovi e affronta entrambi brillantemente[4]». Il personaggio, al quale è stato affidato il compito di progettare i vari scenari in cui il team verrà catapultato, è una citazione all'Arianna mitologica che aiutò Teseo ad uscire dal labirinto[11].

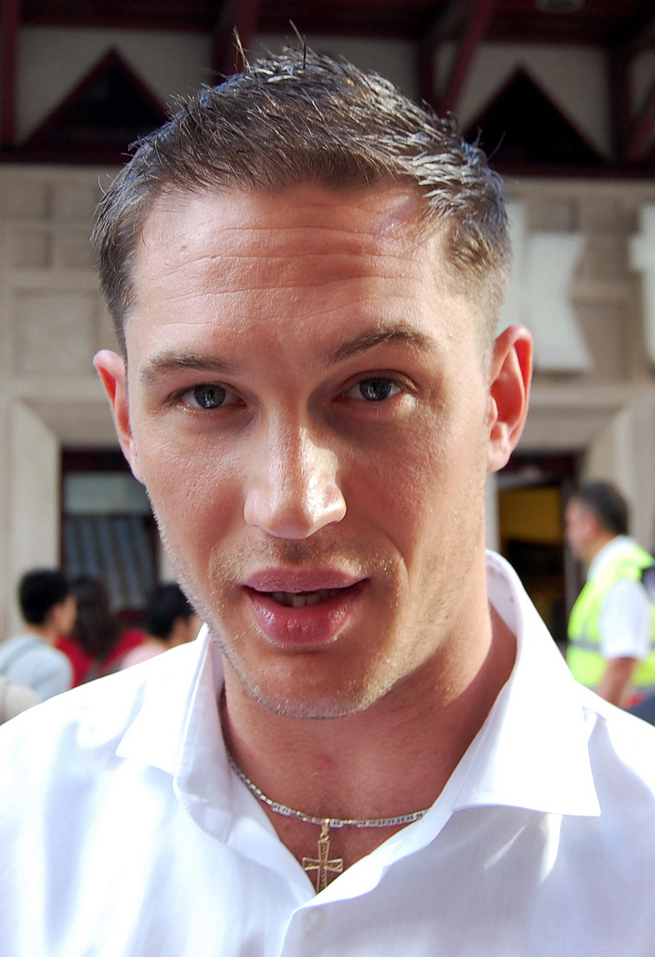
Tom Hardy nel 2010

- Tom Hardy è Eames: Nolan considera il personaggio del falsario come il più camaleontico. L'interpretazione di Hardy conferisce a Eames un atteggiamento da spaccone, atteggiamento in cui coinvolge anche il personaggio di Arthur. Infatti, con le sue continue provocazioni, interagisce con lui creando dinamiche spiritose molto in linea con i caratteri dei due personaggi che, in realtà, si conoscono da tempo e si rispettano reciprocamente (anche se non se lo dichiareranno mai).
Del suo personaggio, Hardy dichiara: «La cosa più interessante di questi personaggi è l'idea dell'antieroe, il fatto che ciò che fanno potrebbe essere visto come deplorevole, ma uno continua a stare dalla loro parte. Questo fatto mi piace in quanto non si tratta di bianco o nero; abbiamo molte zone grigie in cui ci muoviamo[4]».
- Dileep Rao è Yusuf: l'attore di origine indiana considera il suo personaggio come «un farmacista all'avanguardia che rappresenta una risorsa per persone come Cobb che desiderano svolgere questo lavoro senza alcuna supervisione o approvazione da parte di nessuno». Secondo il co-produttore Jordan Goldberg, la figura di Yusuf sarebbe stata la più difficile da collocare dato che non doveva apparire agli occhi del pubblico come un volgare spacciatore di sostanze stupefacenti. Cobb farà entrare Yusuf nella squadra, anche se lui inizialmente non è d'accordo.
Dileep Rao è riuscito a rendere il personaggio piacevolmente divertente, ma anche dotato di un brillante acume che lo rende estremamente interessante[4].

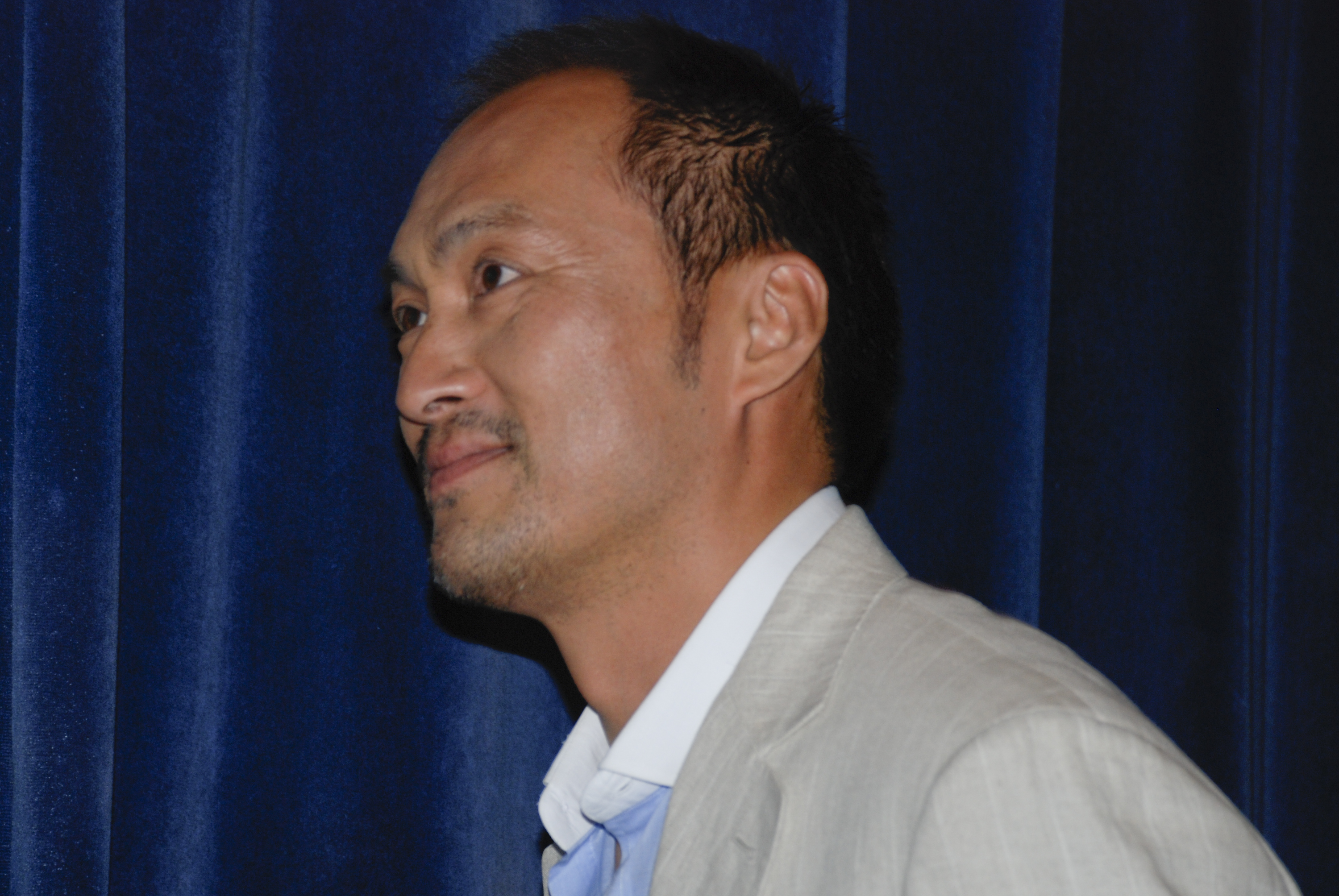
Ken Watanabe

- Ken Watanabe è Mr. Saito: il suo personaggio viene chiamato il turista, proprio perché tra tutti è il più inesperto, anche se durante la storia il suo coinvolgimento diventa via via più importante.
Nolan dichiara di aver creato il personaggio di Saito pensando proprio a Watanabe: «Volevo lavorare di nuovo con lui. Mi è molto piaciuto lavorare insieme con lui in Batman Begins, ma in quel film aveva un ruolo minore e non abbiamo trascorso abbastanza tempo insieme. Questa volta volevo essere sicuro che avesse un ruolo più importante. Ken è un attore estremamente carismatico, una vera star»[4].

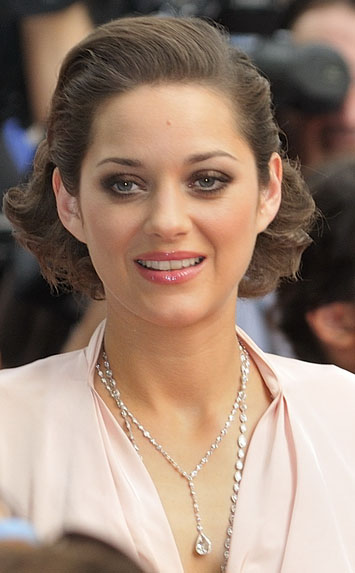
Marion Cotillard nel 2009

- Marion Cotillard è Mal Cobb: l'attrice francese dichiara: «È proprio quel tipo di persona che non riesci a descrivere perché ognuno le può dare un'interpretazione diversa».
Il regista ritiene il personaggio di Mal molto affascinante e considera l'interpretazione di Cotillard un risultato eccezionale, dato che l'attrice è riuscita a dare al suo personaggio il giusto equilibrio di mistero e bellezza. L'alchimia che si è creata sul set con DiCaprio ha creato la complicità necessaria per la perfetta riuscita della loro storia d'amore.
Cotillard considera DiCaprio un attore al quale ci si può affidare ciecamente per la buona riuscita dell'interpretazione: «Leo è un attore di spiccato talento. Il suo impegno è totale e la sua intensità è illimitata[4]».

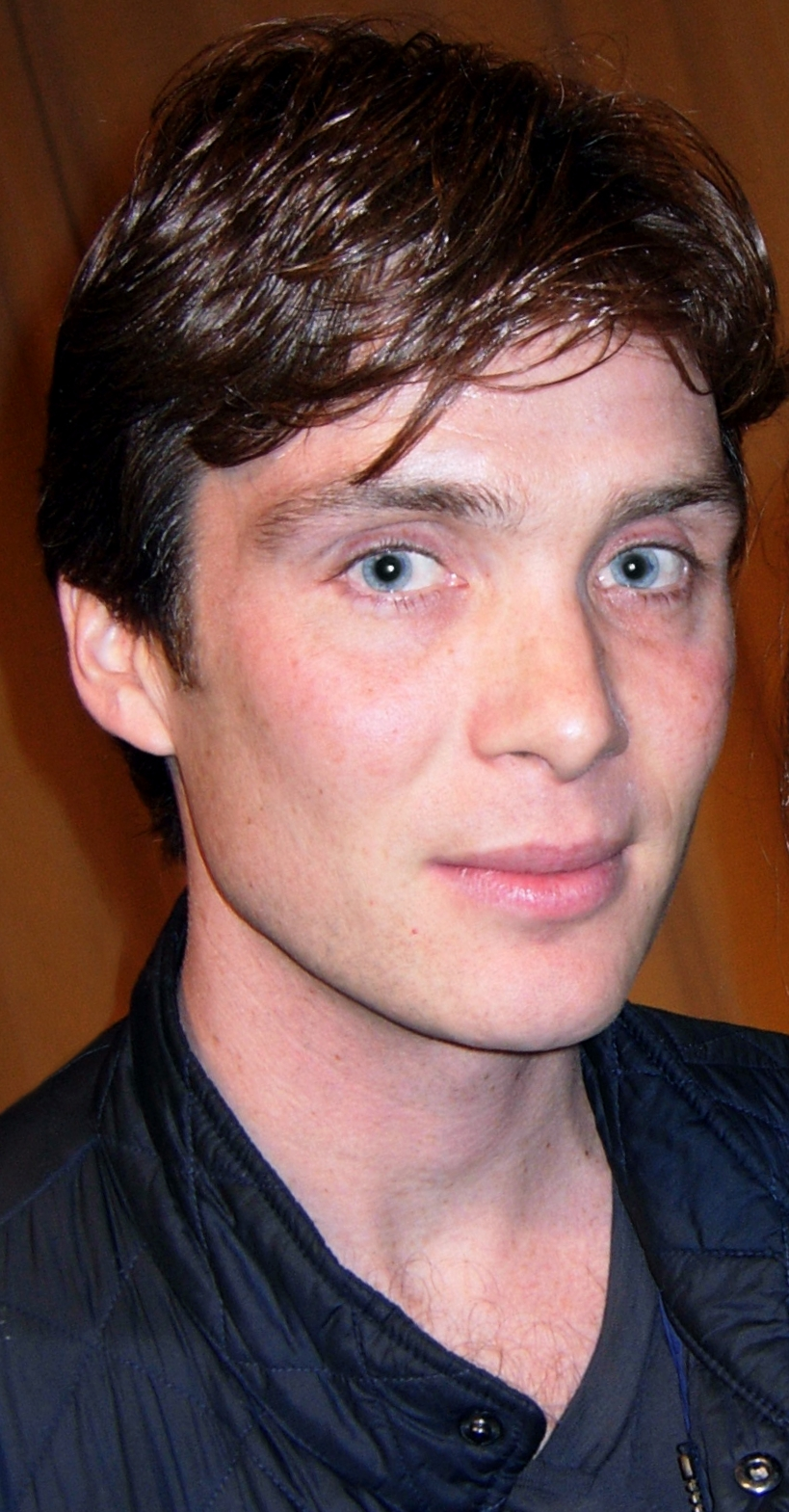
Cillian Murphy

- Cillian Murphy è Robert Michael Fischer: il suo personaggio nasconde diverse sfaccettature; oltre a sentirsi sommerso dalle responsabilità dell'importante eredità, si ritrova ad avere il rimpianto di non poter più instaurare con il padre un rapporto più sereno e amorevole.
Thomas si è detta molto entusiasta di lavorare nuovamente con Murphy, dopo i due precedenti capitoli di Batman: «Siamo stati molto contenti di lavorare con Cillian di nuovo. È un attore fantastico e ha dato moltissimo al suo ruolo[4]».
- Michael Caine è Miles: nonostante provi un profondo affetto per Cobb, ritiene che abbia usato in maniera sbagliata i suoi insegnamenti e non condivide il suo modo di agire.

Nel cast figurano anche Pete Postlethwaite nel ruolo del morente Maurice Fischer e Tom Berenger nel ruolo di Peter Browning, avvocato della famiglia Fischer e padrino di Robert, considerato come uno zio dal giovane Fischer dato che è stata la persona più presente nella sua vita.

### Riprese
Le riprese sono incominciate a Tokyo il 19 giugno 2009. Altre location utilizzate sono state Parigi, Londra e Los Angeles. In tutto sei paesi sono stati toccati tra i quali anche il Marocco e il Canada, spostando la produzione in quattro continenti diversi.

### Location
- Tokyo (Giappone): per le riprese iniziali a Tokyo si è utilizzato un vero eliporto sulla cima di un grattacielo. Dopo il dialogo dei personaggi, viene effettuata una ripresa panoramica sulla città dall'elicottero del magnate asiatico. Il produttore esecutivo Chris Brigham racconta che nonostante sembri una sequenza facile, le difficoltà non sono mancate. La capitale giapponese, infatti, ha dei limiti molto seri per quanto riguarda le quote che gli elicotteri possono raggiungere in volo. La scena è stata infine girata grazie anche alla collaborazione delle autorità locali[4].
- Cardington (Inghilterra): Nolan ha girato alcune scene in un hangar già utilizzato per Batman Begins e Il cavaliere oscuro. In questo edificio sono stati creati set e ambienti in grado di inclinarsi e di girare di 360° per dare agli attori la possibilità di cimentarsi con l'azione in assenza di gravità[4], senza ricorrere alla computer-generated imagery. La decisione di non utilizzare effetti speciali per queste particolari scene è stata voluta dal regista per rendere la recitazione il più credibile possibile, coinvolgendo gli attori a cimentarsi in condizioni decisamente più realistiche[12]. Nolan dichiara: «Per me è sempre molto importante fare il più possibile dal vivo con la cinepresa e poi, se serve, la grafica del computer è molto utile a valorizzare quello che si è ottenuto nella realtà. Anche se la storia verte sui diversi stadi del sogno, è fondamentale che a ogni livello questo mondo appaia concreto e reale in quanto quando sogniamo ci sembra di essere in una situazione reale. Per cui filmando un inseguimento sulle piste da sci, o simulando l'assenza di gravità sott'acqua, ho puntato a ottenere il limite assoluto di quello che si potesse filmare realmente[4]».

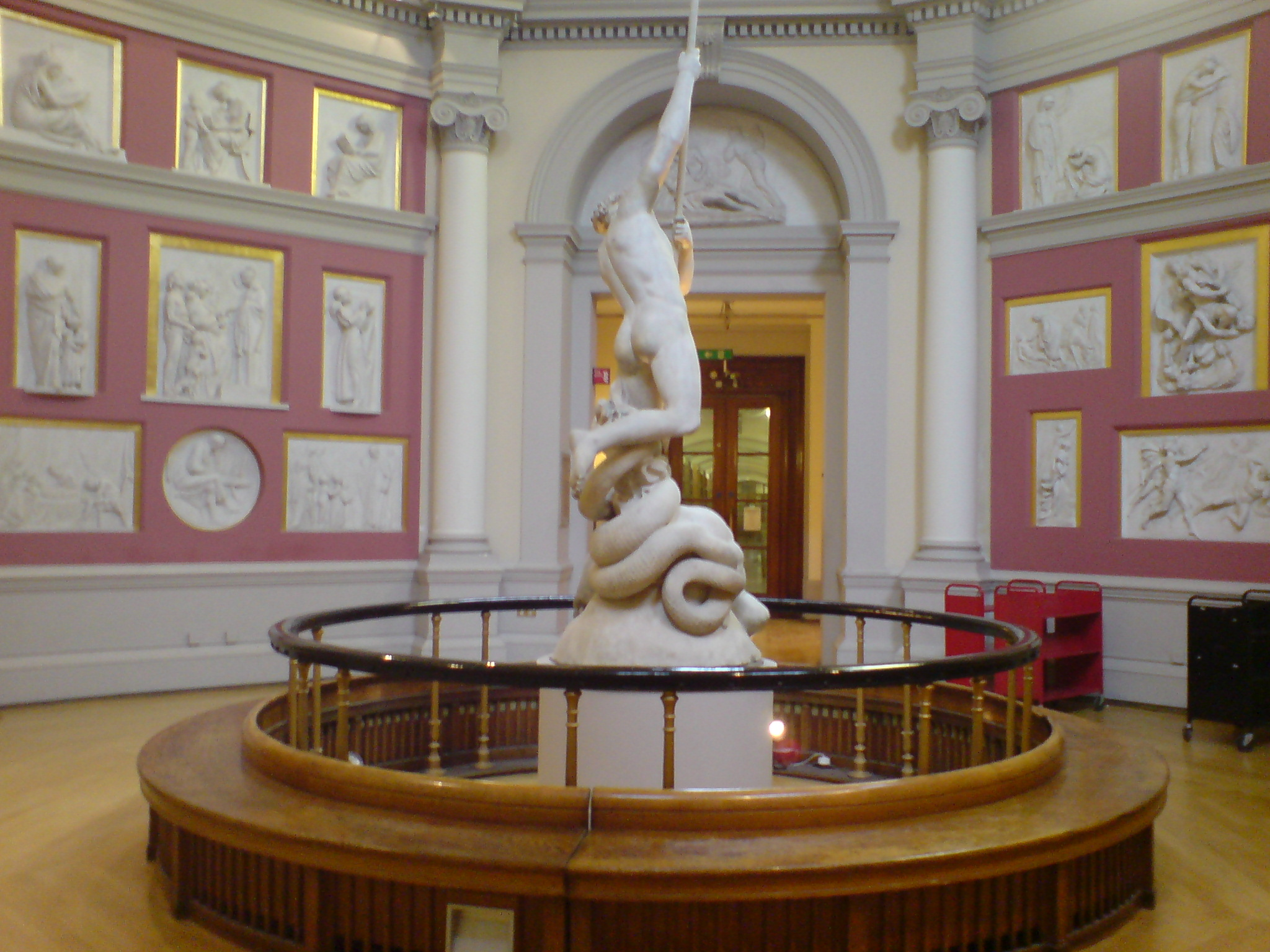
La Flaxman Gallery di Londra, una delle location del film

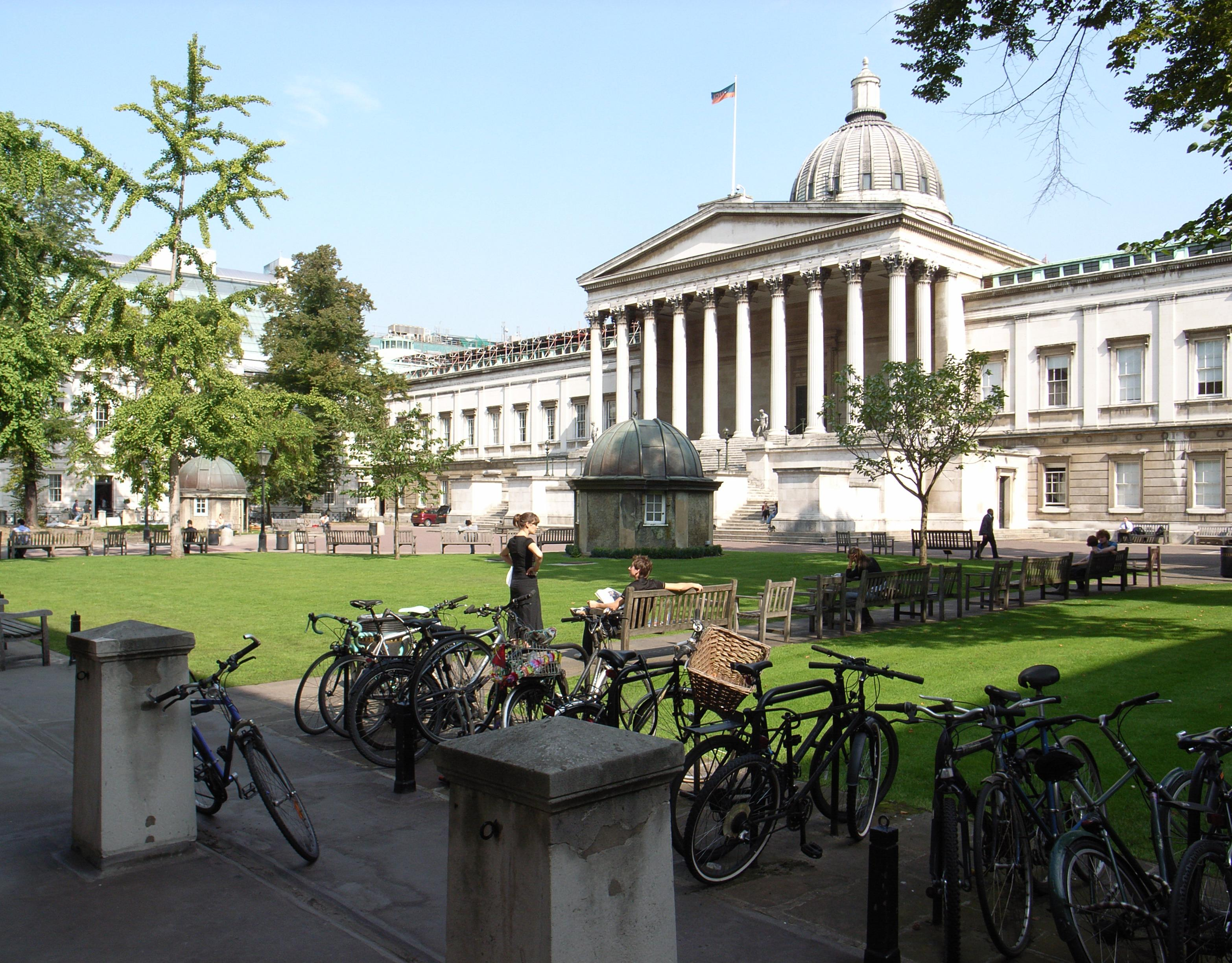
La University College di Londra, altra location del film

La sfida più ambiziosa è stata realizzare il lungo corridoio d'albergo. Lo scenografo Guy Hendrix Dyas ha ideato la struttura con l'aiuto del direttore degli effetti speciali Chris Corbould e del direttore della fotografia Wally Pfister. Per la realizzazione di questa scena si era pensato inizialmente di costruire un corridoio lungo circa 12 metri, ma le dimensioni sono state successivamente ampliate fino a 30 metri. La costruzione è stata appesa a otto grandi cerchi concentrici, equidistanti tra di loro. Due enormi motori elettrici alimentavano il movimento, dando agli attori la sensazione dell'assenza di peso. Corbould dichiarò di aver già contribuito alla costruzione di strutture girevoli, ma che nessuna era stata considerata per un movimento così veloce ed esteso. Il set, una volta messo in moto, veniva fatto ruotare di 360° fino a raggiungere gli otto giri completi al minuto. Le telecamere sono state piazzate su un binario sotto il pavimento della struttura. Per evitare che gli attori e gli stuntman subissero danni fisici, dati i loro improvvisi e rapidi movimenti all'interno del set, Dyas optò per materiali morbidi come rivestimenti per le pareti e i pavimenti del corridoio e della camera d'albergo; l'attore Joseph Gordon-Levitt è il membro del cast che più si è dovuto preparare per queste particolari riprese. Insieme con il coordinatore degli stuntman Tom Struthers ha passato diverse settimane ad allenarsi. Riguardo alla prestazione di Gordon-Levitt dichiara: «Normalmente, avremmo usato una controfigura per questo tipo di azione. Joe è stato forte e molto disponibile. Gli abbiamo insegnato a utilizzare la parte superiore del corpo e i suoi muscoli centrali. Ha lavorato molto e i risultati sono stati straordinari».
Le riprese in cui Arianna incontra Cobb sono state girate nella Galleria Flaxman all'University College di Londra (Regno Unito).

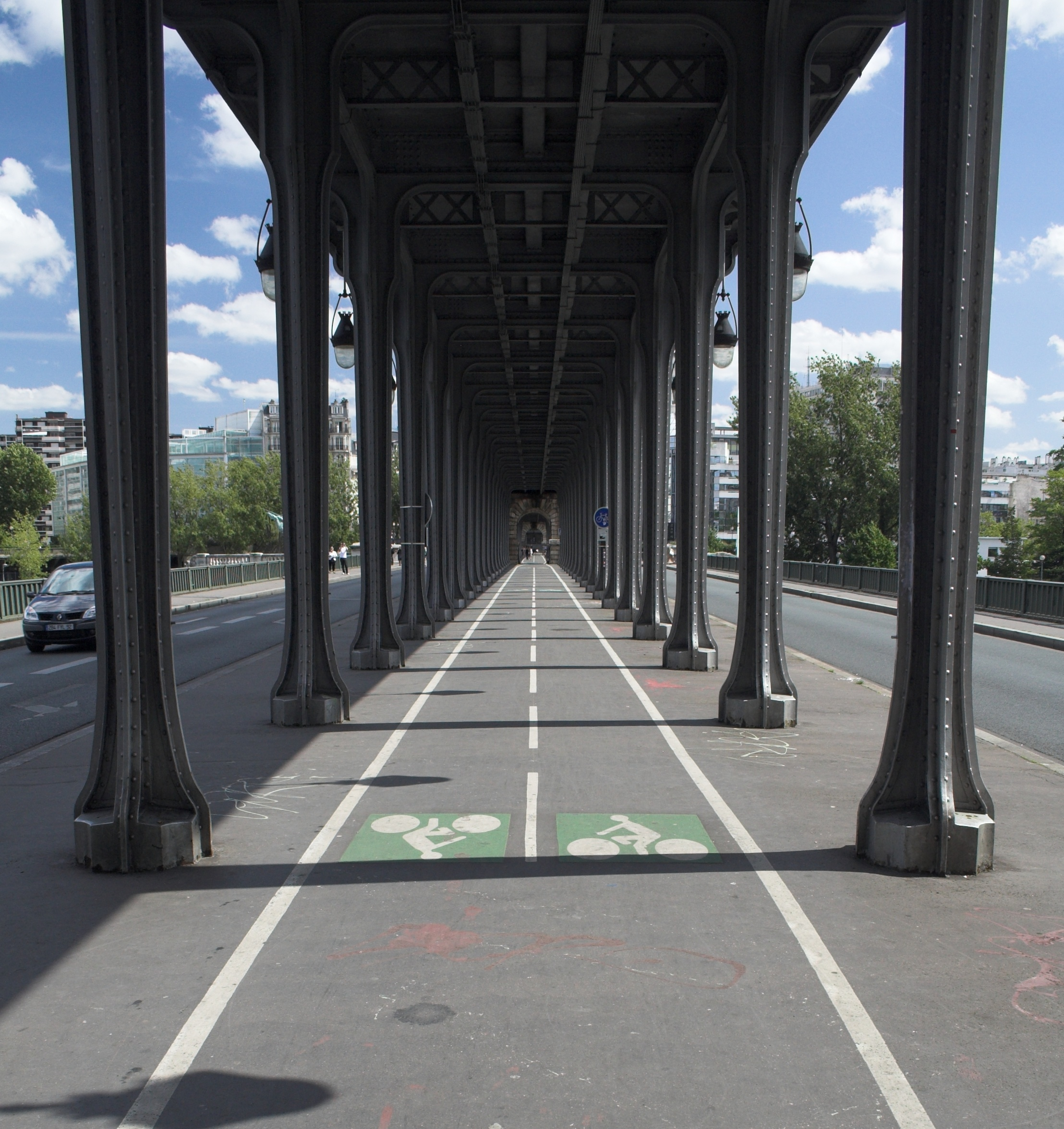
Il Pont de Bir-Hakeim a Parigi

- Parigi (Francia): il dialogo tra Cobb e Arianna avviene all'esterno di un piccolo bistrot parigino che in origine era una panetteria. Per la scena in cui avviene l'esplosione degli oggetti attorno agli attori sono state create vere deflagrazioni che hanno richiesto l'utilizzo di cariche a base di azoto a pressione, avvenute in assoluta sicurezza per non ferire gli attori e la troupe presenti sul set. La scena è stata girata da diverse angolazioni, coordinando le diverse esplosioni a una frequenza di 24 fotogrammi al secondo per poi essere rallentata successivamente. Con gli effetti speciali sono poi stati aggiunti dettagli dei detriti per rendere le esplosioni più realistiche. Il Pont de Bir-Hakeim situato sulla Senna[13] è uno dei primi esperimenti creati da Arianna durante il suo primo tentativo di architettura mentale.

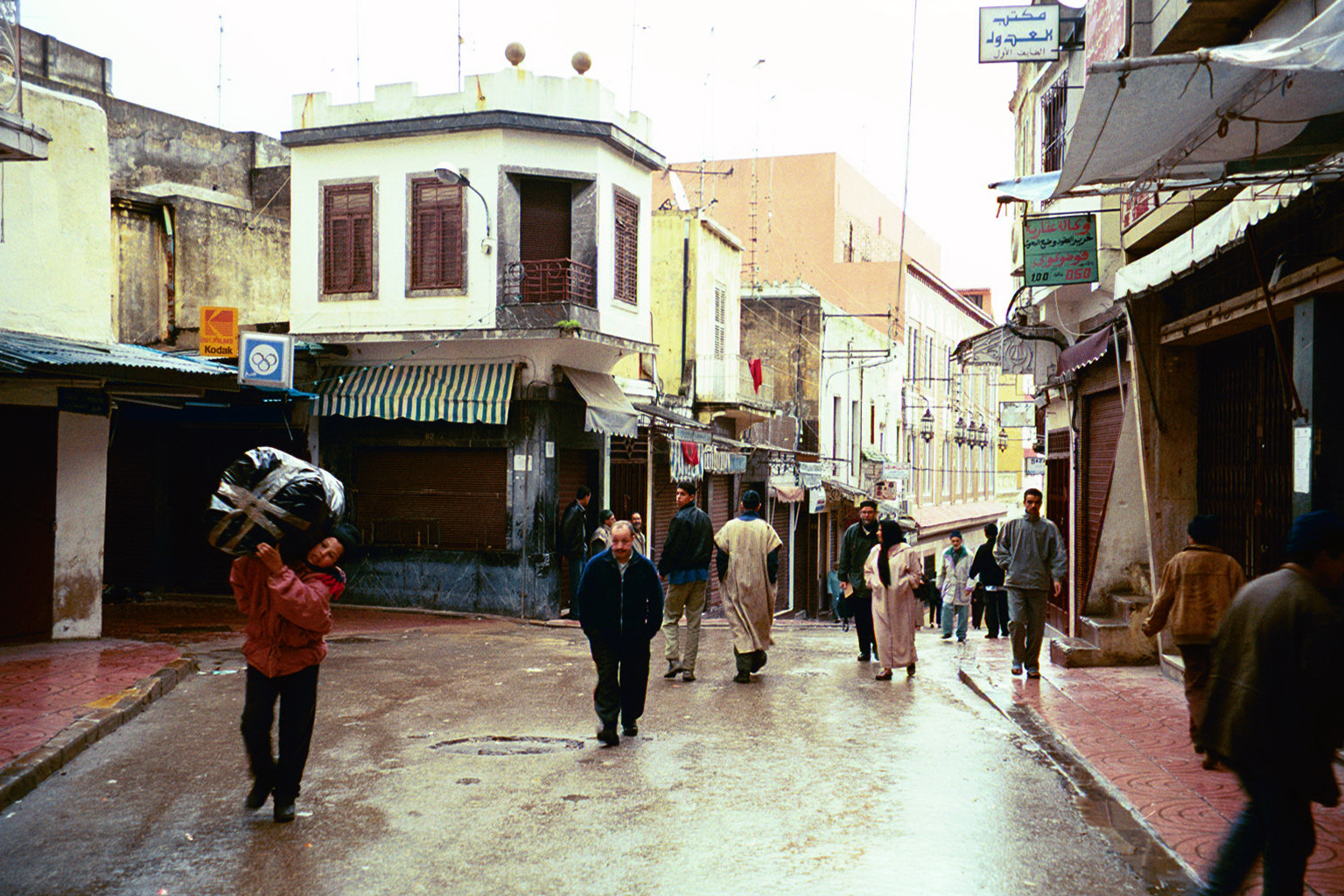
I vicoli del quartiere Medina a Tangeri

- Tangeri (Marocco): la città marocchina fa da sfondo all'incontro tra Cobb ed Eames anche se nel film viene riferito che Eames si trova a Mombasa (Kenya). Le riprese a Tangeri si sono svolte nel mese di agosto. Secondo Brigham, la troupe locale, abituata a partecipare a grandi produzioni, è stata di grande aiuto per la riuscita del film nonostante il caldo proibitivo del periodo estivo. Una scena d'azione che coinvolge DiCaprio e vari inseguitori è stata girata tra i suggestivi vicoli labirintici della piazza Grand Souk al centro della città. Durante le riprese la troupe si è trovata a lavorare a una temperatura di 45 °C e il personaggio di DiCaprio è stato seguito con una telecamera montata su un veicolo, per dare al pubblico la sensazione di un vero inseguimento; quando i vicoli si stringevano, l'attore veniva ripreso con una telecamera manuale, manovrata dallo stesso Nolan. Alcune riprese nei corridoi più stretti sono state effettuate correndo a ritroso davanti all'attore. Diverse comparse e numerosi stuntman sono stati coinvolti nella scena della rissa girata nel tipico mercato locale[4].
- Los Angeles (Stati Uniti): nella città californiana sono stati realizzati diversi set negli studi della Warner Bros.; in particolare sono stati costruiti gli interni delle scene iniziali in cui si vede il castello di Mr. Saito, scenari ispirati al castello Nijō, dimora del 78º imperatore del Giappone. Grazie all'ausilio degli effetti speciali è stato anche possibile realizzare la forte pioggia battente che caratterizza la scena in cui diverse automobili vengono coinvolte in uno spaventoso incidente, compresa la collisione di un treno merci che le travolge al centro della carreggiata. Per realizzarla, sono stati montati serbatoi d'acqua sui tetti degli edifici adiacenti[4]. Il treno che travolge le auto è stato realizzato montando il motore di un vero treno sul telaio di un trattore. Questo compromesso ha risolto l'impossibilità di portare il convoglio su una strada senza binari. Tyler Gaisford, coordinatore dei mezzi meccanici, dichiara che la struttura è stata realizzata ricostruendo alcune parti della locomotiva con materiali più leggeri successivamente verniciate per un effetto più realistico. Nonostante questo però, l'intera struttura è arrivata a pesare circa 11 tonnellate e la difficoltà maggiore si è presentata nel momento in cui il treno doveva essere guidato. A manovrare il veicolo è stato Jim Wikley, che ne Il cavaliere oscuro si è occupato di guidare il camion che viene rovesciato tra le strade di Gotham City, e le riprese sono state effettuate posizionando telecamere all'interno e su tutti i lati della locomotiva[4].
Le scene girate nel furgone durante il primo livello di sogno sono state effettuate utilizzando tredici differenti veicoli, ognuno con peculiarità diverse. Per la riprese in cui i protagonisti cadono in acqua, è stato usato un furgone concepito su una struttura girevole e gli attori sono stati saldamente assicurati da speciali imbragature nascoste sotto i loro abiti. Il veicolo utilizzato nella scena sott'acqua è stato svuotato completamente del motore, dei vari fluidi che potevano risultare pericolosi all'impatto e, successivamente, pulito con l'aiuto del vapore in modo da garantire la totale assenza di materiali pericolosi durante le riprese[4].

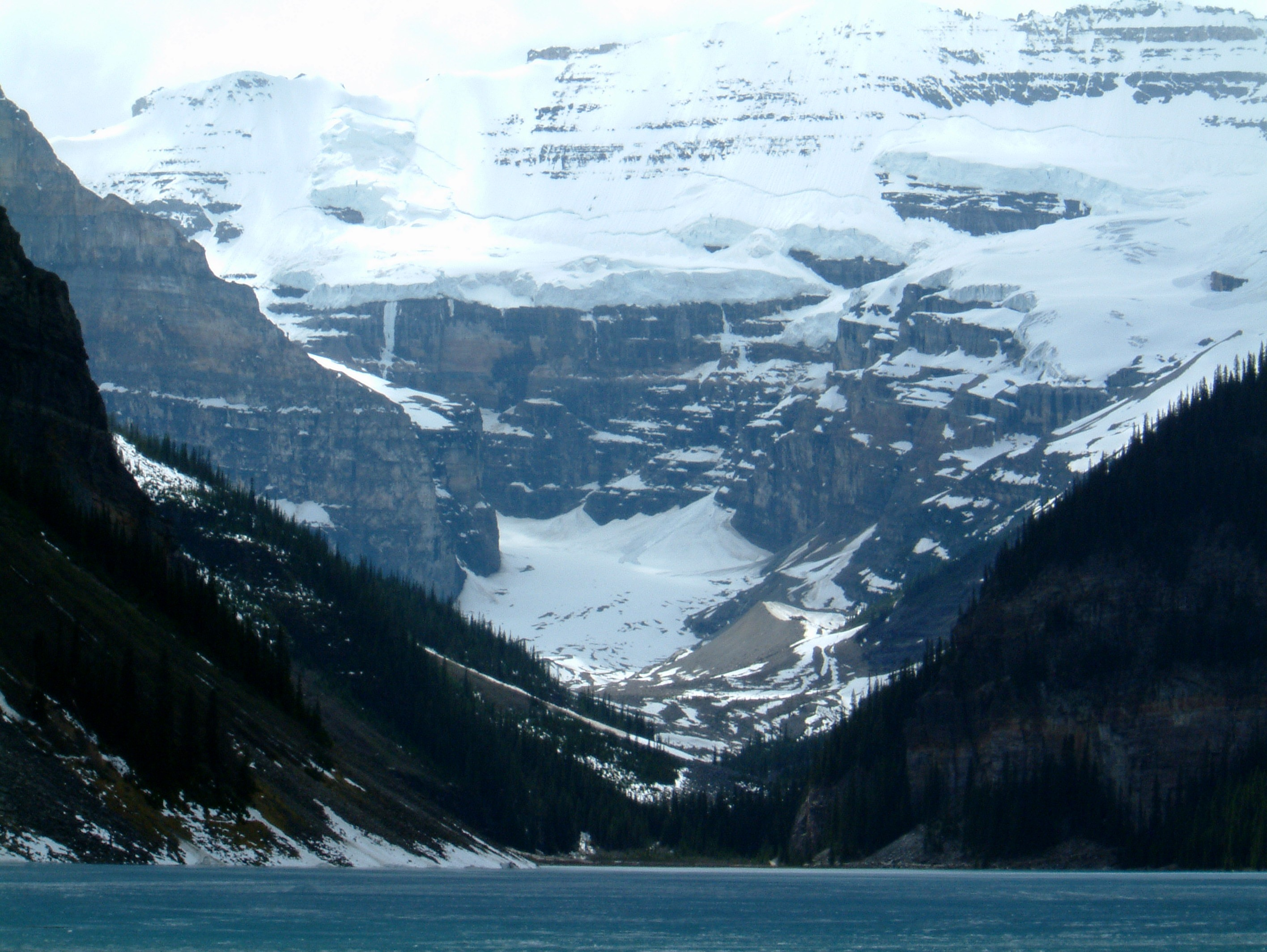
La località di Banff ad Alberta (Canada)

- Calgary (Canada): le riprese più difficoltose si sono svolte in Canada, sul rilievo montano vicino alla località di Banff, in Alberta. Dyas e la sua troupe hanno percorso alcune zone in motoslitta ammirando lo splendido paesaggio e trovando infine il Fortress Mountain, una pista sciistica inutilizzata in quel periodo.
La struttura a più piani presente nel film è stata completamente costruita con notevoli difficoltà dato che i prodotti utilizzati per verniciare le varie parti si ghiacciavano non appena venivano scoperchiati i barattoli. Per proseguire con i lavori è stata realizzata una struttura alternativa all'esterno dove si è potuto lavorare in condizioni meno proibitive. La costruzione veniva man mano spostata. L'intera palazzina è stata edificata nel rispetto dell'impatto ambientale optando per materiali naturali.
Altro problema, dopo avere creato il set, era la mancanza di neve. Qualche giorno prima delle riprese cominciò finalmente un'abbondante nevicata seguita però da numerose tormente. Molti degli attori hanno dovuto cimentarsi sugli sci; Tom Hardy in particolare precedette la produzione in Canada per prendere lezioni, dato che il suo personaggio è il più presente durante le scene d'azione. Tra gli stuntman vi sono diversi sciatori professionisti, due estremi tra cui il canadese Ian McIntosh e alcuni scalatori. Come operatore delle macchine da presa manuali è stato chiamato Chris Patterson, fotografo specializzato in riprese sulla neve, stavolta in veste di cineasta, data l'impossibilità del regista di seguire personalmente le performance dei protagonisti[14].

## Colonna sonora
La colonna sonora del film è stata composta dal già vincitore di premio Oscar Hans Zimmer.

### Album
L'album, intitolato Inception: Music from the Motion Picture, è stato distribuito sotto l'etichetta WaterTower Music (Warner Bros.). Pubblicato il 13 luglio 2010, l'album vede il musicista Hans Zimmer alla sua terza collaborazione con Christopher Nolan dopo i due capitoli di Batman. Zimmer dichiara di aver voluto comporre le musiche utilizzando suoni elettronici, incorporandovi successivamente una chitarra a 12 corde che ricordasse le opere di Ennio Morricone. Per realizzare le musiche si è avvalso del chitarrista Johnny Marr, ex membro degli Smiths. L'idea di Zimmer era quella di realizzare dei suoni semplici e malinconici, che si potessero fondere con la parte orchestrale molto più potente, composta da ottoni e archi; in questo modo si sono potute realizzare le stesse atmosfere cupe che caratterizzano la trama del film. La canzone Non, je ne regrette rien è stata recuperata da una registrazione che si è scoperta successivamente essere il risultato di diverse copie dall'originale. Il suono antico e sporcato dai vari passaggi ha determinato la scelta del brano come collegamento tra la realtà e il sogno, data la nota di romanticismo che ne scaturiva all'ascolto. Le musiche sono state composte e realizzate in contemporanea con le riprese del film. Il compositore dichiara inoltre di essersi ispirato agli scritti di Kurt Gödel e a Johann Sebastian Bach e di aver trovato interessanti spunti nelle teorie di Douglas Hofstadter. Per questa colonna sonora il compositore tedesco ha vinto il Satellite Award per la miglior colonna sonora originale.

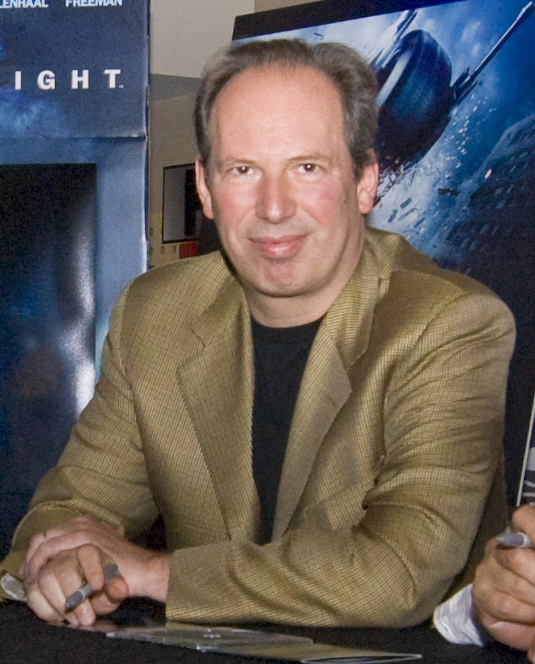
Il compositore Hans Zimmer nel 2010

#### Tracce
1. Half Remembered Dream - 1:11
2. We Built Our Own World - 1:55
3. Dream Is Collapsing - 2:23
4. Radical Notion - 3:42
5. Old Souls - 7:43
6. 528491 - 2:23
7. Mombasa - 4:54
8. One Simple Idea - 2:28
9. Dream Within A Dream - 5:04
10. Waiting For A Train - 9:30
11. Paradox - 3:25
12. Time - 4:35 (Hans Zimmer)

Iscrivendosi al sito ufficiale della colonna sonora, è possibile scaricare due tracce ulteriori:
1. Projections - 7:04
2. Don't Think About Elephants - 5:35

## Distribuzione
Il primo teaser trailer del film è stato distribuito il 21 agosto 2009, durante la visione nelle sale di Bastardi senza gloria di Quentin Tarantino. Nello stesso periodo fu pubblicato anche il trailer in lingua italiana. L'uscita nelle sale cinematografiche statunitensi è avvenuta il 16 luglio 2010, mentre la distribuzione italiana è stata posticipata al 24 settembre dello stesso anno.

### Edizione italiana
Il Doppiaggio italiano è stato curato dalla CDC - SEFIT GROUP, mentre la direzione e i dialoghi sono stati affidati a Marco Mete.

## Accoglienza

### Incassi
Il film è stato distribuito in circa 6700 sale cinematografiche, di cui 197 di tipo IMAX. Il giorno d'apertura ha avuto un incasso di 21,7 milioni di dollari. Nel primo fine settimana ha raggiunto 62,7 milioni di dollari classificandosi al primo posto davanti a Cattivissimo me (32734350 $), L'apprendista stregone (17373000 $), The Twilight Saga: Eclipse (13497000 $) e Toy Story 3 - La grande fuga (11742000 $). Il film si è rivelato un grande successo nelle sale, poiché ha raggiunto un incasso di 292576195 $ solo negli Stati Uniti e 828258695 $ complessivi in tutto il mondo. L'Italia è l'ultima nazione dopo altre sessanta, fra cui Cina, Colombia, Islanda e Pakistan, a vederne l'uscita il 24 settembre, distribuito in 600 copie. Accolto positivamente dalla critica americana, sale al primo posto anche ai botteghini italiani nel suo primo fine settimana di proiezione, con un ricavo di 2634701 €, seguito da L'ultimo dominatore dell'aria.
Successive riedizioni hanno portato l'incasso complessivo del film a 839030630 $.

### Critica
Il film ha ricevuto ottime recensioni da parte della critica, Secondo il sito web Internet Movie Database è stato il miglior film del 2010.
Da parte degli aggregatori di recensioni, su Rotten Tomatoes Inception ha ottenuto l'87% di gradimento (basato su 368 recensioni), con un voto medio di 8,2/10; su Metacritic, invece, ha ottenuto un voto medio di 74 su 100 (basato su 42 recensioni).

## Riconoscimenti
- 2011 - Premio Oscar
  - Migliore fotografia a Wally Pfister
  - Migliori effetti speciali a Paul J. Franklin, Chris Corbould, Andrew Lockley e Peter Bebb
  - Miglior sonoro a Lora Hirschberg, Gary Rizzo, Ed Novick
  - Miglior montaggio sonoro a Richard King
  - Nomination Miglior film a Christopher Nolan e Emma Thomas
  - Nomination Migliore sceneggiatura originale a Christopher Nolan
  - Nomination Migliore scenografia a Guy Hendrix Dyas, Larry Dias e Doug Mowat
  - Nomination Miglior colonna sonora a Hans Zimmer
- 2011 - Golden Globe
  - Nomination Miglior film drammatico
  - Nomination Migliore regia a Christopher Nolan
  - Nomination Migliore sceneggiatura a Christopher Nolan
  - Nomination Miglior colonna sonora a Hans Zimmer
- 2011 - Premio BAFTA
  - Migliore scenografia a Guy Hendrix Dyas, Larry Dias e Doug Mowat
  - Miglior sonoro a Richard King, Lora Hirschberg, Gary Rizzo, Ed Novick
  - Migliori effetti speciali a Chris Corbould, Paul J. Franklin, Andrew Lockley, Peter Bebb
  - Nomination Miglior film
  - Nomination Migliore regia a Christopher Nolan
  - Nomination Migliore sceneggiatura originale a Christopher Nolan
  - Nomination Migliore fotografia a Wally Pfister
  - Nomination Miglior montaggio a Lee Smith
  - Nomination Miglior colonna sonora a Hans Zimmer
- 2011 - David di Donatello
  - Nomination Miglior film straniero a Christopher Nolan
- 2011 - Ciak d'oro
  - Miglior film straniero
- 2011 - Saturn Award
  - Miglior film di fantascienza
  - Migliore regia a Christopher Nolan
  - Migliore sceneggiatura a Christopher Nolan
  - Miglior colonna sonora a Hans Zimmer
  - Miglior effetti speciali a Chris Corbould, Paul J. Franklin, Andrew Lockley, Peter Bebb
  - Nomination Miglior attore protagonista a Leonardo DiCaprio
  - Nomination Miglior attrice protagonista a Ellen Page
  - Nomination Miglior attore non protagonista a Tom Hardy
  - Nomination Migliore scenografia a Guy Hendrix Dyas
- 2011 - Broadcast Film Critics Association Award
  - Miglior film d'azione
  - Migliore fotografia a Wally Pfister
  - Migliore scenografia a Guy Hendrix Dyas, Larry Dias e Doug Mowat
  - Miglior montaggio a Lee Smith
  - Miglior sonoro a Richard King, Lora Hirschberg, Gary Rizzo, Ed Novick
  - Migliori effetti speciali a Chris Corbould, Paul J. Franklin, Andrew Lockley, Peter Bebb
  - Nomination Miglior film
  - Nomination Migliore regia a Christopher Nolan
  - Nomination Migliore sceneggiatura originale a Christopher Nolan
  - Nomination Miglior colonna sonora a Hans Zimmer
- 2010 - Los Angeles Film Critics Association Award
  - Migliore scenografia a Guy Hendrix Dyas
- 2010 - Las Vegas Film Critics Society Award
  - Migliore fotografia a Wally Pfister
  - Miglior montaggio a Lee Smith
  - Migliori effetti speciali a Paul J. Franklin, Chris Corbould, Andrew Lockley e Peter Bebb
  - Nomination Miglior film
  - Nomination Migliore regia a Christopher Nolan
  - Nomination Miglior attore protagonista a Leonardo DiCaprio
  - Nomination Migliore sceneggiatura a Christopher Nolan
  - Nomination Migliore scenografia a Guy Hendrix Dyas
  - Nomination Miglior colonna sonora a Hans Zimmer
  - Nomination Miglior DVD
- 2011 - MTV Movie Award
  - Performance più terrorizzante a Ellen Page
  - Nomination Miglior film
  - Nomination Miglior bacio a Ellen Page e Joseph Gordon-Lewitt
  - Nomination Miglior combattimento a Joseph Gordon-Lewitt (Arthur contro la Proiezione)
  - Nomination Miglior momento "ma che ca...!" a Leonardo DiCaprio ed Ellen Page
  - Nomination Miglior battuta (You mustn't be afraid to dream a little bigger darling.) a Tom Hardy
- 2011 - Awards of the Japanese Academy
  - Nomination Miglior film straniero
- 2011 - Central Ohio Film Critics Association Award
  - Miglior film
  - Migliore regia a Christopher Nolan
  - Migliore sceneggiatura originale a Christopher Nolan
  - Miglior colonna sonora a Hans Zimmer
  - Nomination Miglior attore protagonista a Leonardo DiCaprio
  - Nomination Attore dell'anno a Leonardo DiCaprio
  - Nomination Migliore fotografia a Wally Pfister
  - Nomination Miglior cast
- 2011 - Chicago Film Critics Association Award
  - Migliore sceneggiatura originale a Christopher Nolan
  - Migliore fotografia a Wally Pfister
  - Nomination Miglior film
  - Nomination Migliore regia a Christopher Nolan
  - Nomination Miglior colonna sonora a Hans Zimmer
- 2011 - Kansas City Film Critics Circle Award
  - Migliore regia a Christopher Nolan
  - Migliore sceneggiatura originale a Christopher Nolan
  - Premio Vince Koehler per il miglior film di fantascienza, fantasy o horror
- 2011 - Empire Award
  - Miglior film a Christopher Nolan
  - Nomination Miglior fantasy
  - Nomination Migliore regia a Christopher Nolan
  - Nomination Miglior attore protagonista a Leonardo DiCaprio
- 2010 - National Board of Review Award
  - Migliori dieci film
- 2011 - Premio César
  - Nomination Miglior film straniero a Christopher Nolan
- 2010 - Satellite Award
  - Migliore fotografia a Wally Pfister
  - Migliore scenografia a Guy Hendrix Dyas, Larry Dias e Doug Mowat
  - Miglior colonna sonora a Hans Zimmer
  - Nomination Miglior film drammatico
  - Nomination Migliore regia a Christopher Nolan
  - Nomination Miglior attore in un film drammatico a Leonardo DiCaprio
  - Nomination Miglior attrice non protagonista a Marion Cotillard
  - Nomination Migliore sceneggiatura originale a Christopher Nolan
  - Nomination Miglior montaggio a Lee Smith
  - Nomination Miglior sonoro a Richard King, Lora Hirschberg, Gary Rizzo, Ed Novick
  - Nomination Migliori effetti speciali a Chris Corbould, Paul J. Franklin, Andrew Lockley, Peter Bebb
- 2011 - Screen Actors Guild Awards
  - Migliori controfigure
- 2010 - AFI Award
  - Film AFi dell'anno a Christopher Nolan ed Emma Thomas
- 2011 - Amanda Award
  - Nomination Miglior film straniero a Christopher Nolan
- 2010 - Southeastern Film Critics Association Award
  - Nomination Miglior film
  - Nomination Miglior regia a Christopher Nolan
  - Nomination Migliore sceneggiatura originale a Christopher Nolan
  - Nomination Migliore fotografia a Wally Pfister
- 2011 - Cinema Brazil Grand Prize
  - Nomination Miglior film straniero a Christopher Nolan
- 2011 - Casting Society of America
  - Nomination Miglior casting a John Papsidera
- 2011 - Writers Guild of America
  - WGA Award a Christoopher Nolan

- 2011 - American Cinema Editors
  - Nomination Miglior montaggio a Lee Smith
- 2011 - American Society of Cinematographers
  - Migliore fotografia a Wally Pfister
- 2011 - Art Directors Guild
  - Migliore scenografia
- 2011 - Bodil Award
  - Nomination Miglior film straniero a Christopher Nolan
- 2011 - Cinema Audio Society
  - Nomination Miglior sonoro a Lora Hirschberg, Gary Rizzo ed Ed Novick
- 2010 - Austin Film Critics Association
  - Nomination Miglior film
- 2011 - Cinema Writers Circle Award
  - Nomination Miglior film straniero a Christopher Nolan
- 2010 - British Society of Cinematographers
  - Nomination Migliore fotografia a Wally Pfister
- 2011 - Czech Lions
  - Miglior film straniero a Christopher Nolan
- 2010 - Dallas-Fort Worth Film Critics Association Award
  - Migliore sceneggiatura a Christopher Nolan
  - Migliore fotografia a Wally Pfister
  - Nomination Miglior film
  - Nomination Migliore regia a Christopher Nolan
- 2011 - Directors Guild of America
  - Nomination DGA Award a Christopher Nolan
- 2011 - Film Critics Circle of Australia Award
  - Nomination Miglior film straniero a Christopher Nolan
- 2010 - Florida Film Critics Circle Award
  - Migliore sceneggiatura originale a Christopher Nolan
  - Migliore fotografia a Wally Pfister
  - Migliore scenografia a Guy Hendrix Dyas, Larry Dias e Doug Mowat
  - Migliori effetti speciali a Paul J. Franklin, Chris Corbould, Andrew Lockley e Peter Bebb
- 2011 - Fotogramas de Plata
  - Nomination Miglior film straniero a Christopher Nolan
- 2011 - Premio Gaudí
  - Nomination Miglior film straniero a Christopher Nolan
- 2011 - Grammy Award
  - Nomination Miglior colonna sonora a Hans Zimmer
- 2010 - Hollywood Film Festival
  - Film dell'anno a Christopher Nolan
- 2011 - Premio Hugo
  - Miglior rappresentazione drammatica a Christopher Nolan
- 2011 - Irish Film and Television Award
  - Nomination Miglior film internazionale
  - Nomination Miglior attore internazionale a Leonardo DiCaprio
  - Nomination Miglior attore non protagonista a Cillian Murphy
- 2011 - Nastro d'argento
  - Nomination Migliore regia a Christopher Nolan
- 2011 - Kinema Junpo Award
  - Nomination Miglior film straniero a Christopher Nolan
- 2011 - London Critics Circle Film Award
  - Nomination Regista dell'anno a Christopher Nolan
  - Nomination Regista britannico dell'anno a Chritsopher Nolan
  - Nomination Attore britannico non protagonista dell'anno a Tom Hardy
- 2011 - Motion Picture Sound Editors
  - Miglior montaggio sonoro (Musica) ad Alex Gibson e Alan Rubin
- 2011 - Online Film Critics Society Award
  - Migliore sceneggiatura originale a Christopher Nolan
  - Miglior montaggio a Lee Smith
  - Nomination Miglior film
  - Nomination Miglior regia a Christopher Nolan
  - Nomination Migliore fotografia a Wally Pfister
- 2011 - PGA Award
  - Nomination Migliori produttori dell'anno a Christopher Nolan ed Emma Thomas
- 2011 - People's Choice Award
  - Nomination Film preferito
  - Nomination Film drammatico preferito
  - Nomination Team preferito a Ellen Page, Leonardo DiCaprio, Dileep Rao, Joseph Gordon-Levitt e Tom Hardy
- 2010 - Phoenix Film Critics Society Award
  - Migliore regia a Christopher Nolan
  - Migliore sceneggiatura originale a Christopher Nolan
  - Migliore scenografia a Guy Hendrix Dyas
  - Miglior montaggio a Lee Smith
  - Migliori stunt-men
  - Miglior colonna sonora a Hans Zimmer
  - Migliori effetti speciali a Paul J. Franklin, Chris Corbould, Andrew Lockley e Peter Bebb
  - Nomination Miglior film
  - Nomination Miglior cast
  - Nomination Migliore fotografia a Wally Pfister
- 2011 - Rembrandt Award
  - Miglior film internazionale a Christopher Nolan
- 2011 - Robert Festival
  - Miglior film a Christopher Nolan
- 2011 - SFX Award
  - Miglior film
  - Nomination Migliore regia a Christopher Nolan
  - Nomination Miglior attore a Leonardo DiCaprio
- 2010 - San Diego Film Critics Society Award
  - Migliore fotografia a Wally Pfister
  - Nomination Miglior film
  - Nomination Miglior regia a Christopher Nolan
  - Nomination Migliore sceneggiatura originale a Christopher Nolan
  - Nomination Migliore scenografia a Guy Hendrix Dyas
  - Nomination Miglior montaggio a Lee Smith
- 2011 - Science Fiction and Fantasy Writers of America
  - Bradbury Award a Christopher Nolan
- 2010 - Teen Choice Award
  - Film dell'estate
- 2010 - Toronto Film Critics Association Award
  - Nomination Migliore regia a Christopher Nolan
- 2011 - Vancouver Film Critics Circle
  - Nomination Migliore sceneggiatura a Christopher Nolan
- 2011 - Visual Effects Society Award[26]
  - Miglior compositing ad Astrid Busser-Casas, Scott Pritchard, Jan Maroske e George Zwier
  - Miglior ambiente digitale a Bruno Baron, Graham Page, Dan Neal e Per Mørk-Jensen (Paesaggio onirico di Parigi)
  - Migliori modellini e miniature a Robert Spurlock, Ian Hunter, Scott Beverly e Forest P. Fischer (Per la distruzione della fortezza ospedaliera)
  - Migliori effetti speciali guidati a Paul J. Franklin, Matthew Plummer, Mike Chambers e Chris Corbould
- 2010 - Washington DC Area Film Critics Association Award
  - Migliore sceneggiatura originale a Christopher Nolan
  - Migliore fotografia a Wally Pfister
  - Migliore scenografia a Guy Hendrix Dyas
  - Miglior colonna sonora a Hans Zimmer
  - Nomination Miglior film
  - Nomination Miglior regia a Christopher Nolan
  - Nomination Miglior cast
- 2011 - World Soundtrack Award
  - Colonna sonora dell'anno a Hans Zimmer
  - Nomination Compositore dell'anno a Hans Zimmer
- 2011 - World Stunt Award
  - Miglior combattimento a Rick English, Marvin Campbell, Andy Bradshaw e Richard Wu
  - Miglior coordinazione stunt a Tom Struthers e Brent Woolsey
  - Nomination Miglior specialità stunt a George Cottle, Marie Fink, Adam Hart, Mark Rayner e Terry Jackson